# 6
6. је била проста година.

## Догађаји
- Велики илирски устанак - Батонов устанак